# Cluj Napoca (stacja kolejowa)
Cluj Napoca – stacja kolejowa w Klużu-Napoce, w okręgu Kluż, w Rumunii. Na stacji znajdują się 3 perony.